# 短尾楼梯草
短尾楼梯草（学名：Elatostema cyrtandrifolium var. brevicaudatum）为荨麻科楼梯草属下的一个变种。

## 扩展阅读
- 維基物種上的相關：短尾楼梯草